# 三輪氏長頸金花蟲
三輪氏長頸金花蟲（学名：Lilioceris miwai）为金花蟲科長頸金花蟲屬下的一个种。